# Jenter & Sånn
Jenter & Sånn was de tweede CD van de Noorse popgroep Di Derre. De CD kwam uit in 1994 met als titel Kvinner og Klær. Nadat het weekblad Kvinner og Klær had gedreigd met een rechtszaak werd het CD teruggehaald uit de platenzaken. De nieuwe oplage kreeg als naam Jenter & Sånn. De CD was de grote doorbraak van Di Derre in Noorwegen en verkocht meer dan 190 000 exemplaren.

## Nummers
1. Hvor er min kvinne?
2. Ba-ba-ba
3. Rumba med Gunn (1-2-3)
4. Stopp
5. Jakka mi
6. Kråka på taket
7. Bare en fyr jeg kjenner
8. Pen
9. Minibar
10. Jenter
11. Jeg kunne vært din kjole
12. Skal du bli med?